# Kaple svatého Františka Xaverského (Křížov)
Kaple svatého Františka Xaverského ve vesnici Křížov (část obce Jiříkov, okres Bruntál) je odsvěcená kaple postavená koncem 17. století a kulturní památka České republiky.

## Historie
Zděná kaple byla postavena na konci 17. století rychtářem Christophem Schreyerem v letech 1656–1681 a zasvěcena sv. Františku Xaverskému. Z tohoto období pochází kněžiště. Upravena byla v první polovině 18. století přístavbou hlavní lodi, kterou v roce 1738 nechal postavit zákupní rychtář Johann Kirchner (v kapli byl pochován). Kaple byla odsvěcena, slouží jako galerie a prodejna suvenýrů pod názvem Galerie v Kapli sv. Františka. Na náklady obce byla nahrazena původní břidlicová střecha plechovou.
Kolem kaple vede cyklotrasa č. 511 a turistické značené cesty modrá (Sovinec–Huzová) a zelená (Sovinec–Mutkov). V blízkosti je autobusová zastávka linky 883.

## Popis
Barokní jednolodní kaple s odsazeným kněžištěm a apsidou. Loď je plochostropá, s téměř čtvercovým půdorysem, na každé straně prolomeno široké okno s půlkruhovým závěrem. Ve šítech lodi jsou umístěny hodiny. Střecha lodi je sedlová, za vstupním štítem (západní průčelí) je osazen polygonální sanktusník s cibulovitou bání a dvouramenným křížem s iniciálami FK. Byl zde zavěšen zvon, ulitý ve Vídni roku 1883 (zvonař Peter Hilzer), s reliéfy sv. Josefa a Antonína Paduánského. Kněžiště je čtvercové s okny stejného typu jako v lodi. Je zaklenuto valeně s lunetami, má sedlovou střechu a na ní osmiboký sanktusník s cibulovitou bání a korouhvičkou. Kněžiště je zakončeno půlkruhovým závěrem s konchou. K severovýchodnímu nároží lodi se přimyká čtyřboká sakristie.

### Interiér
V interiéru byl boční oltář Panny Marie Bolestné (polovina 18. století), sochy sv. Jana Evangelisty a Maří Magdalény. Vybavení interiéru bylo převezeno na jiná místa.

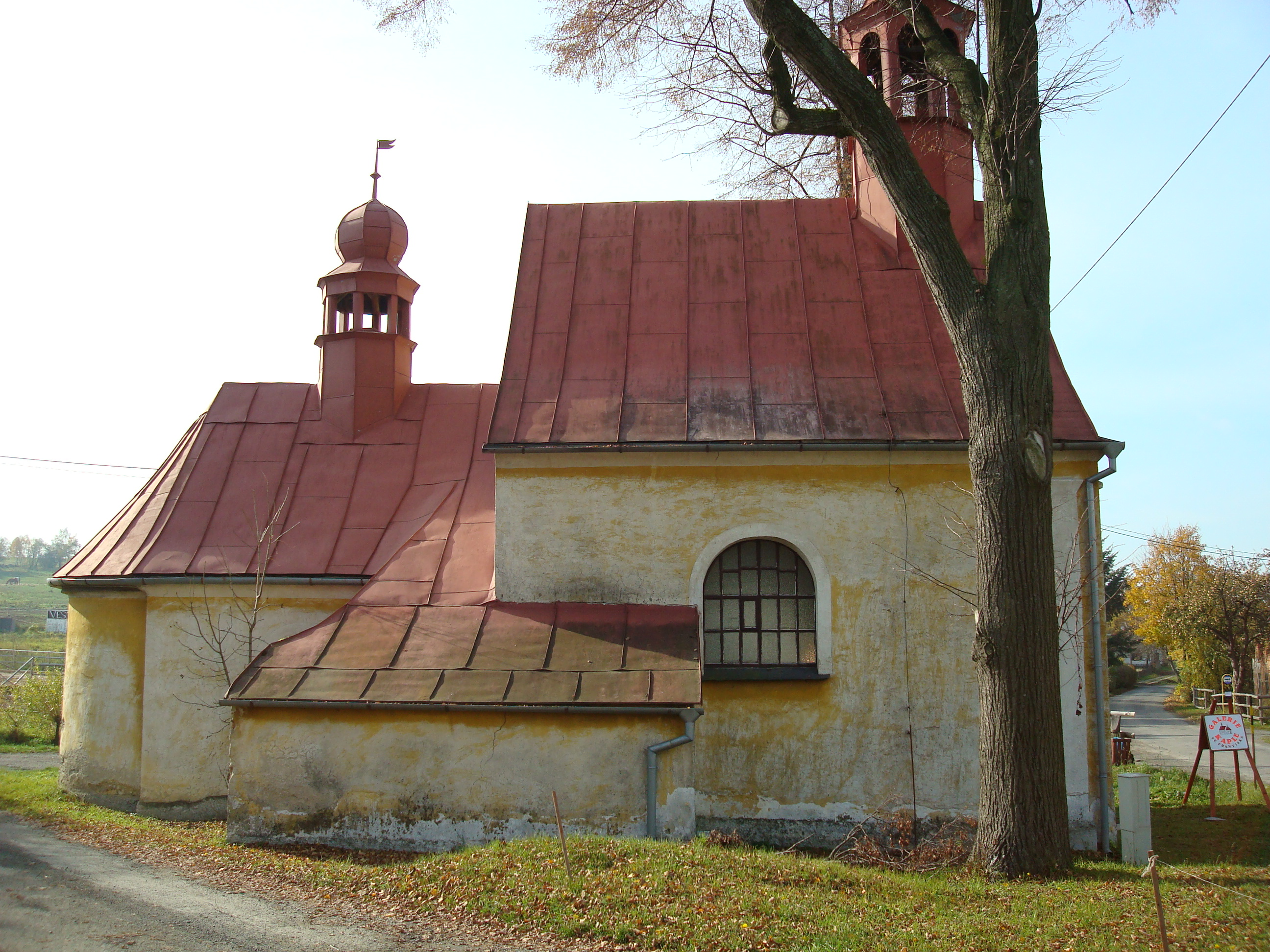
severní strana před rekonstrukcí
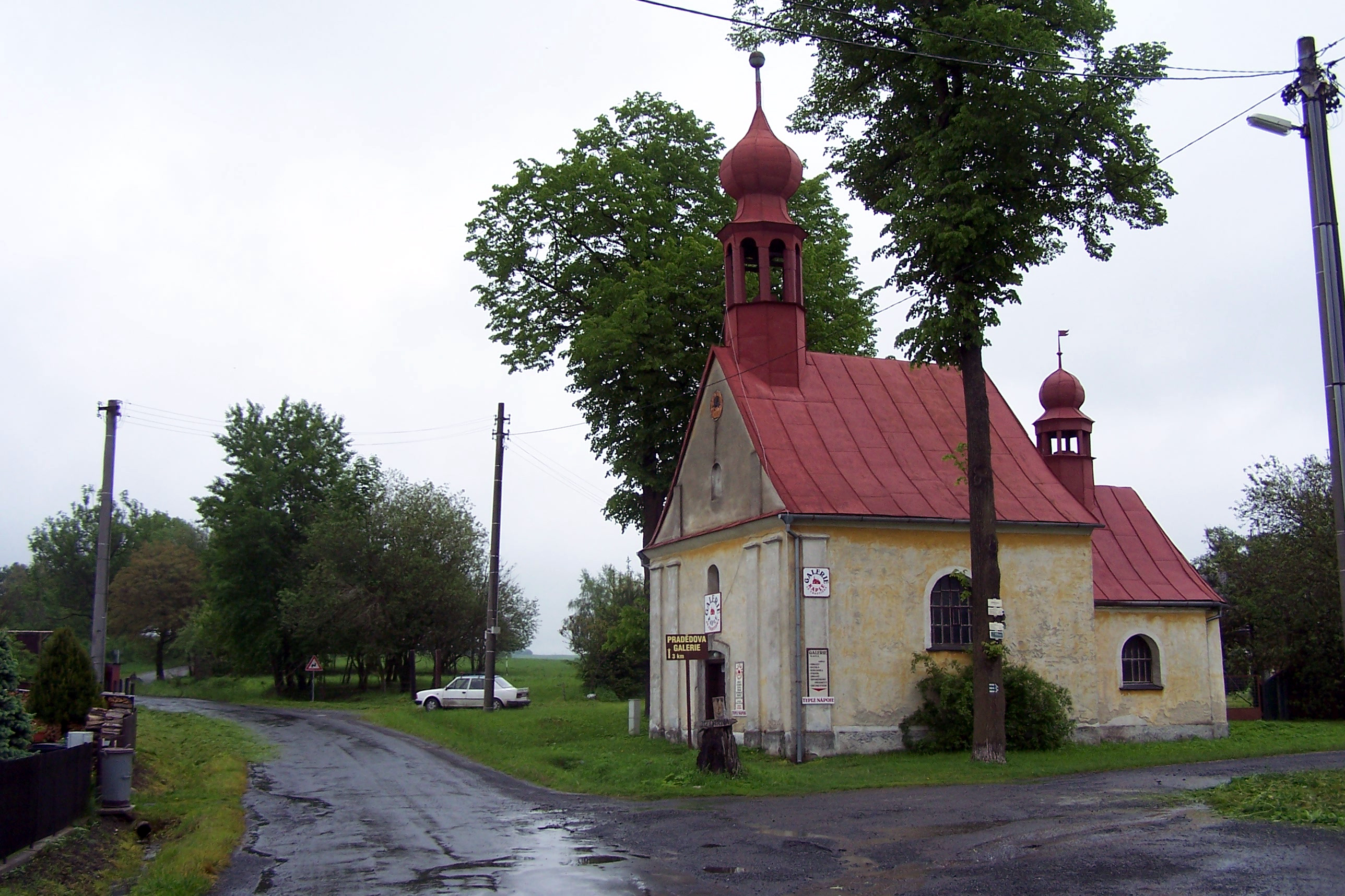
jižní strana před rekonstrukcí
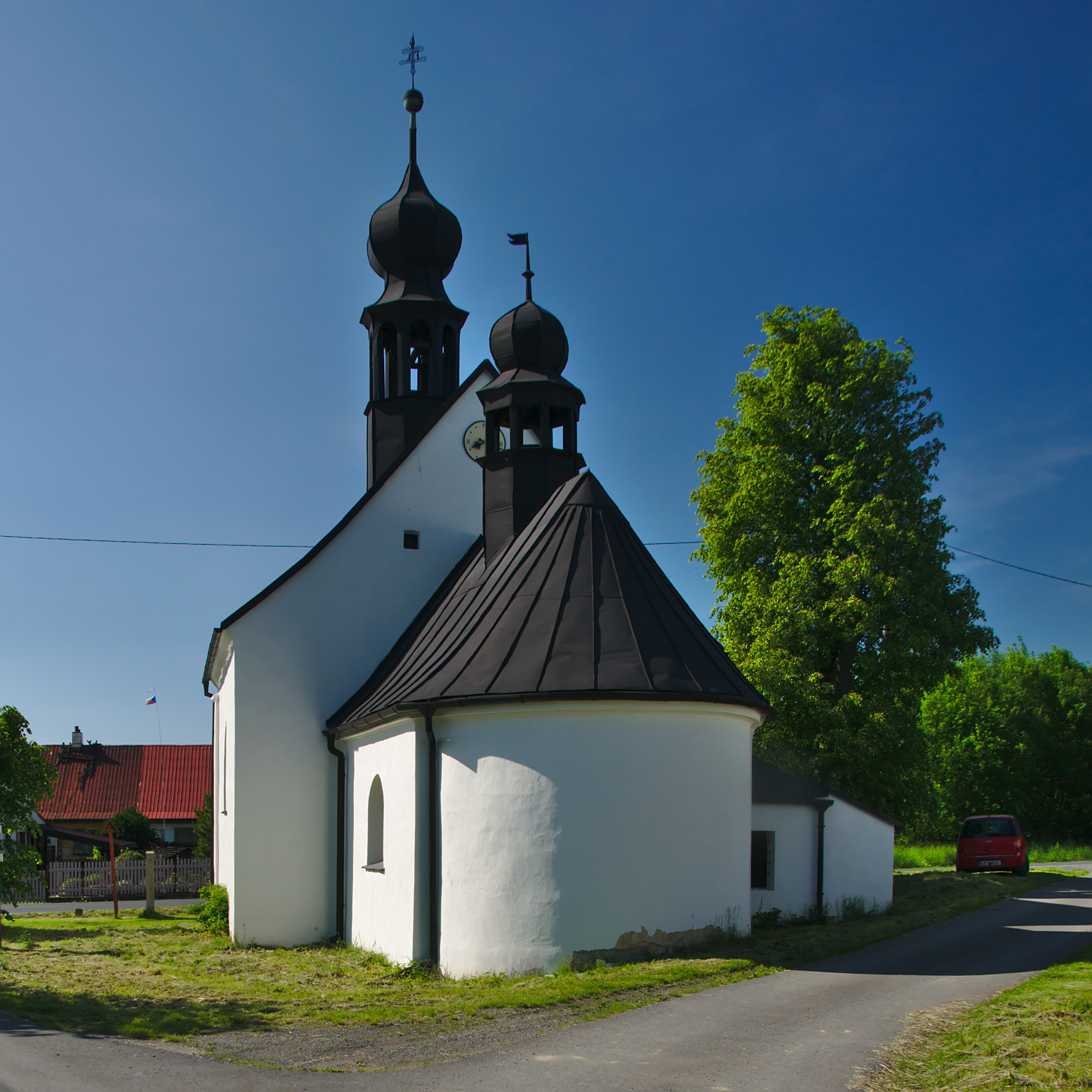
Pohled zezadu